# جولي فان غيلدر
جولي فـان غيلدر هي لاعبة جمباز بهلوانية ‏ بلجيكية، ولدت في 17 سبتمبر 1993 في لوفان في بلجيكا.

## روابط خارجية
- جولي فـان غيلدر على موقع الاتحاد الدولي للجمباز (biography) (الإنجليزية)
- جولي فـان غيلدر على موقع الجمعية الدولية للألعاب العالمية (الإنجليزية)